# Дзаптие

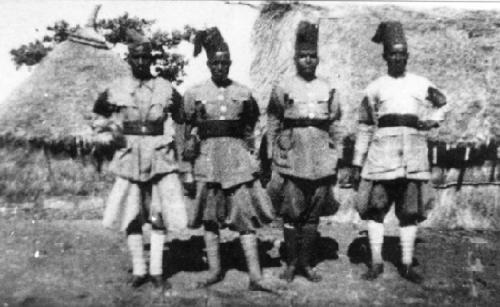
Служащие дзаптие в 1939.

Дзаптие (итал. zaptié) — название местных жандармских отрядам в итальянских колониях Триполитания, Киренаика (позднее Итальянская Ливия), Эритрея и Сомалиленд в период с 1889 по 1943.

## Этимология
Слово «zaptié» происходит от турецкого «zaptiye», используемого для обозначения как жандармерии Османской империи до 1923, так и для кипрской военной полиции в период британского правления на острове Кипр. Турецкое слово, в свою очередь, происходит от арабского слова «ضابط» («дхаабет»), что означает офицер.

## История
Итальянские колониальные правительства на этих территориях создавали отряды дзаптие на основе карабинеров. Первое же из этих подразделений было сформировано в Эритрее в 1882 на основе существующих рот башибузуков.
В Триполитании и Киренаике итальянские офицеры дзаптие обычно использовались для патрулирования сельских районов в прибрежных регионах, в то время как конная полиция или спаги действовали в южных пустынных регионах вместе с мехаристами на верблюдах. В городе Триполи была задействована как гражданская полиция. Первоначально ливийские дзаптие были набраны из одноимённой жандармерии коренных народов, которая служила при турецком правительстве до 1910.
В итальянском Сомалиленде дзаптие обеспечивали церемониальное сопровождение итальянского вице-короля (губернатора), а также исполняло функции территориальной полиции. В 1922, когда Бенито Муссолини взял под контроль итальянское правительство и начал политику «умиротворения» и ассимиляции итальянских колоний, насчитывалось около тысячи таких полувоенных полицейских.

## Униформа и вооружение
Солдаты дзаптие были вооружены револьверами образца 1874 года, кавалерийскими карабинами и саблями образца 1871 года. Офицеры и некоторые унтер-офицеры были итальянцами, но рядовые набирались из колоний. Например, Сомалийский корпус дзаптие в 1927 году насчитывал 1500 сомалийских и 72 итальянских военнослужащих. Униформа варьировалась от колонии к колонии, но обычно включала фески, красные пояса и одежду цвета хаки или белую. Общей чертой были бело-красные воротнички карабинеров.

## Кампании
В рамках «колонны Муссо» они участвовали в оккупации султаната Хобьо. Другие подразделения дзаптие служили в «колонне Бергезио» в регионе Элемари. В 1926 дзаптие служили в султанате Маджиртин. Триста членов дзаптие приняли участие в итальянском завоевании северного Сомали.

## История
Отряды дзаптие участвовали в итальянском завоевании Эфиопии в Восточноафриканской кампании Второй мировой войны. В 1941 в Сомали и Эфиопии 2186 служащих дзаптие (плюс 500 обучаемых новобранцев) входили в состав карабинеров. Они были организованы в батальон под командованием майора Альфредо Серранти, который в течение трёх месяцев сражался в битве при Кулкуальбер в Эфиопии, пока это военное подразделение не было уничтожено союзниками. В этом сражении капрал Унато Эндишау из батальона дзаптие был единственным «цветным солдатом», удостоенным итальянской золотой медали за военную доблесть. После Второй мировой войны бывший член дзаптие Сиад Барре был президентом Сомали с 1969 по 1991.